# 尼克·麥克羅里
尼古拉斯·蒙哥马利·“尼克”·麥克羅里（英語：Nicholas Montgomery "Nick" McCrory，1991年8月9日—），美國男子跳水選手，2007年進入美國國家跳水隊。在2012年倫敦奧運會上，他與大衛·布迪亞聯手在男子雙人10米台項目上得到銅牌。
2012年倫敦奧運會，獲得男子單人跳臺－第九名、男子雙人跳臺－銅牌（第三名）